# サクセス木原
サクセス木原（サクセスきはら、1981年6月9日 - ）は、日本の実演販売士。

## 略歴
学習院大学卒業。大学在学中に始めたてんぷら屋のアルバイトで、年末に年越し用のてんぷらを販売。驚くべき売り上げを達成した際、店長に実演販売のような仕事が向いているのではないかと言われて実演販売士を志す。当時若い実演販売士がほとんどいなかったために重宝され、在学中にはすでにテレビショッピングに出演していた。
2018年2月から、AbemaTVのAbemaSPECIALチャンネルで配信されていた『買えるAbemaTV社』の初代ハンバイヤーとして出演。『完全バランス栄養食COMP』のデモンストレーションで大いに盛り上がった。自身の愛用品なども紹介していた。

## 愛用品
『買えるAbemaTV社』出演の際、自身の愛用品として紹介・販売していた。
- ワシオもちはだ
- テクシーリュクス
- タイムボイジャー コレクションバッグ

## 出演

### ネット配信番組
- 買えるAbemaTV社（AbemaTV）

## 外部サイト
- サクセス木原 – 株式会社コパ・コーポレーション